# محمد عيد العباسي
محمد عيد العباسي (ولد 1357 هـ / 1938 م) محدّث وفقيه إسلامي ويعد من أكبر تلامذة الشيخ الألباني، له كتب ومؤلفات عديدة في مجال الحديث والفقه وغيرها. ويقدّم دروس على قنوات فضائية إسلامية عديدة.

## ولادته ونسبه
ولد محمد عيد بن جاد الله العباسي الهاشمي القرشي بدمشق، في ذي الحجة من عام 1357 هـ الموافق لـ 10 فبراير (شُباط) 1938م، في أول أيام عيد الأضحى المبارك. وهو محمد عيد بن جاد الله بن ياسين آل تلو العباسي، من أسرة تلو التي تنتسب إلى إبراهيم الإمام بن محمد بن علي بن عبدالله بن العباس بن عبد المطلب بن هاشم.

## دراسته وتحصيله
حصل على شهادة الدارسة الابتدائية من مدرسة الصحابة سنة 1949م وكان الأول في المدرسة ثم أكمل الدراسة في المتوسطة والثانوية في مدرسة التجهيز الأولى 1956م بدمشق.
ثم انتسب إلى قسم اللغة العربية في كلية الآداب بجامعة دمشق في العام نفسه على حساب (كلية التربية أو دار المعلمين العليا) ونال الإجازة (الليسانس) سنة 1960م
حصل عام 1961 م على شهادة الدبلوم العامة في التربية بدرجة جيد.
التدرج في العمل: عين مدرسا للغة العربية في وزارة التربية السورية في 22 أيلول سنة 1961 م في محافظة دير الزور، ثم نقلت في أيلول سنة 1963 م إلى محافظة دمشق.
أعار إلى المملكة العربية السعودية في تشرين سنة 1966 م فعمل في المعهد العلمي بحوطة بني تميم ثلاث سنوات.
عاد إلى التعليم في وزارة التربية السورية في العام الدارسي 1969 - 1970 في مدارس مدينة دمشق واستمر في العمل إلى أواخر سنة 1978 م
انتدب مع طائفة من الزملاء للعمل في محافظة مدينة دمشق ثم في مديرية الصحة لمدينة دمشق.
وفي آخر عام 1980 م اعتبر بحكم المستقبل.
عاد إلى المملكة العربية السعودية متعاقدا مع مدارس الرواد الأهلية في مدينة الرياض في شهر أيلول من سنة 1994م فعمل في السنة الأولى مدرسا ثم كلف بالإشراف التربوي على مادتي التربية الإسلامية واللغة العربية في المدارس، وعمل في ذلك أربع سنوات أخرى.
انقطع عن العمل من شهر ربيع الأول عام 1419 إلى 82 ذي الحجة عام 1421 هـ
عاد إلى العمل مشرفا تربويا لمادتي التربية الإسلامية واللغة العربية ومسؤولا عن نشاط التوعية الإسلامية في مدارس بدر من بداية عام 1422 هـ

## طلبه العلم والدعوة
حفظ القرآن الكريم في نحو الرابعة عشرة من عمره. استفاد في تكوين شخصيته الإسلامية وثقافتي الشرعية من أكثر علماء دمشق في النصف الثاني من القرن الماضي، وكان أولهم الشيخ ملا رمضان (والد الدكتور محمد سعيد رمضان البوطي) ثم الشيخ أحمد كفتارو، ثم درس فترة في معهد التوجيه الإسلامي لصاحبه الشيخ حسن حبنكة، كما كان يحضر كثيرا من دروس مشايخ الشام المعروفين، وفي الفترة الديمقراطية النيابية التي كان مسموحا فيها بالنشاط الحزبي وهو ما بين عامي 1374 الموافق لعامي 1954-1958 م والتي انتهت بإعلان الوحدة بين سورية ومصر حضر محاضرات جماعة الإخوان المسلمين وبعض معسكراتهم وحلقة خاصة كان يوجهها رئيس الجماعة الدكتور مصطفى السباعي.

## ملازمته للشيخ الألباني
في عام 1374 تعرف على المحدث السلفي محمد ناصر الدين الألباني، فأخذ يحضر دروسه ومحاضراته، وتعرف من خلاله على شيوخ الدعوة السلفية وخاصة ابن تيمية وابن القيم والحافظ ابن كثير وغيرهم، ولزم مجالسه وأخذ منه الدعوة السلفية، كما أخذ منه علم الحديث، ولازم الشيخ حتى صار من خواصه القليلين المقربين، فكان يستشيره فيما يعرض له حتى في أموره الخاصة، وينيبه عنه في إلقاء الدروس إذا عرض له ما يشغله عنها، ويصطحبه في الأسفار، حتى صحبه في الحج مع بعض الأخوة عام 1393هـ في سيارته الخاصة، والتقى فيها الشيخ عبد العزيز بن باز والشيخ عمر فلاتة والدكتور محمد أمين المصري والأستاذ محمد عبد الوهاب البنا وأبا بكر الجزائري وغيرهم. ورافقه في زيارات دعوية كثيرة إلى كثير من المدن السورية والأردن وكذلك إلى دولة الإمارات العربية والمغرب، فضلا عن الزيارات المتكررة إلى المكتب الإسلامي في بيروت من أجل متابعة نشر كتب الشيخ وطباعتها وتصحيحها.

## آثاره العلمية
1. كتاب بدعة التعصب المذهبي وآثارها الخطيرة في جمود الفكر وانحطاط المسلمين وذلك عام 1390هـ الموافق 1970 بدمشق
2. ملحق كتاب بدعة التعصب المذهبي بتاريخ 1390هـ الموافق 1970 بدمشق. (وكانت مناسبة هذين الكتابين أن الدكتور البوطي نشر عام 1389 هـ رسالة سماها «اللامذهبية أخطر بدعة تهدد الشريعة الإسلامية» هاجم فيها السلفيين من خلال رده على رسالة الشيخ سلطان العصومي التي كنا نشرناها بعنوان «هل المسلم ملزم باتباع مذهب من المذاهب الأربعة» مع الإبقاء على عنوانها الأصلي «هدية السلطان إلى مسلمي بلاد اليابان» فكلفه الألباني بالرد عليه، فكان ذلكما الكتابان)
3. التقديم لرسالة «الحديث حجة بنفسه في العقائد والأحكام» لأستاذي الألباني. نشر دمشق
4. رسالة «قضية الإنسان الكبرى: الخطر الرهيب» نشر دار ابن الجوزي في الدمام.
5. رسالة حكم دخول الجنب والحائض والنفساء المسجد. نشر دار المسلم في الرياض
6. بحث بعنوان «نصيحتي للجماعات والأحزاب الإسلامية» نشر المكتبة الإسلامية في عمان
7. كتاب حقيقة التوسل وأحكامه في ضوء الكتاب والسنة وعمل سلف الأمة. (مخطوط) تعاقدت عليه مع مكتبة المعارف في الرياض
8. بحث عن كتاب «جامع البيان في تأويل القرآن» للطبري نشر في الأعداد 2 و3 و4 من مجلة البصائر التي تصدر في هولندا.
9. بحث عن «الدعوة السلفية في بلاد الشام ينشر قريبا في الموسوعة الوسيطة في الديانات والمذاهب والحركات المعاصرة» بإشراف الدكتور ناصر العقل وستنشره دار إشبيلية في الرياض قريباً.
10. تحقيق وتخريج كتاب «منار السبيل» في الفقه الحنبلي للشيخ إبراهيم بن ضويان نشر مكتبة المعارف في الرياض
11. التقديم والتعليق على رسالة «مآخذ اجتماعية على حياة المرأة العربية» للأديبة نازك الملائكة. نشر دار الفضيلة في الرياض
12. التخريج والتعليق على كتاب «التفسير الواضح على منهج السلف الصالح» للشيخ محمد نسيب الرفاعي. وهو في طريق النشر بواسطة مكتبة المعارف بالرياض
13. التأليف والتنسيق لكتاب «التوسل أحكامه وأنواعه» لأستاذي الألباني
14. تخريج أحاديث " الحسنة والسيئة لشيخ الإسلام ابن تيمية.نشر مكتبة المعرفة بدمشق
15. التخريج والتعليق على كتاب «الفكر الصوفي» للأخ عبد الرحمن عبد الخالق
16. التعليق والتخريج لأحاديث كتاب «شفاء العليل في القضاء والقدر والحكمة والتعليل» للإمام ابن القيم
17. السيرة النبوية الصحيحة وفقهها (تحقيق السيرة على طريقة المحدثين مع بيان الأحكام المأخوذة منها) «مخطوط»
18. هناك مقالات عدة وحوارات مع بعض المجلات حول موضوعات إسلامية من أهمها حوار أجرته معي مجلة الفرقان الكويتية حول موضوع العنف.
19. التقديم لكثير من الكتب العلمية والدعوة لعدد من الدعاة السلفيين
20. شرح مختصر صحيح البخاري للامام الألباني (دروس مباشرة في غرفة معا إلى الله يومي الجمعة والأحد العاشرة بتوقيت مكة المكرمة)
21. دروس على قنوات فضائية إسلامية (الاسرة، الخليجية..)
22. شرح أحاديث الصيام من بلوغ المرام
23. شرح المنظومة البيقونية
24. بالإضافة إلى بعض القصائد والأناشيد الإسلامية السلفية